# Louisiana
La Luisiana (storicamente in italiano anche Luigiana; in inglese Louisiana; in francese Louisiane; in sigla LA) è uno Stato federato degli Stati Uniti d'America.
Confinante con Texas, Arkansas e Mississippi, e bagnata a sud dal golfo del Messico, la sua capitale è Baton Rouge, mentre la città più grande e famosa è New Orleans. Lo Stato ha per lingue de facto ma non ufficiali l'inglese e il francese.

## Geografia fisica

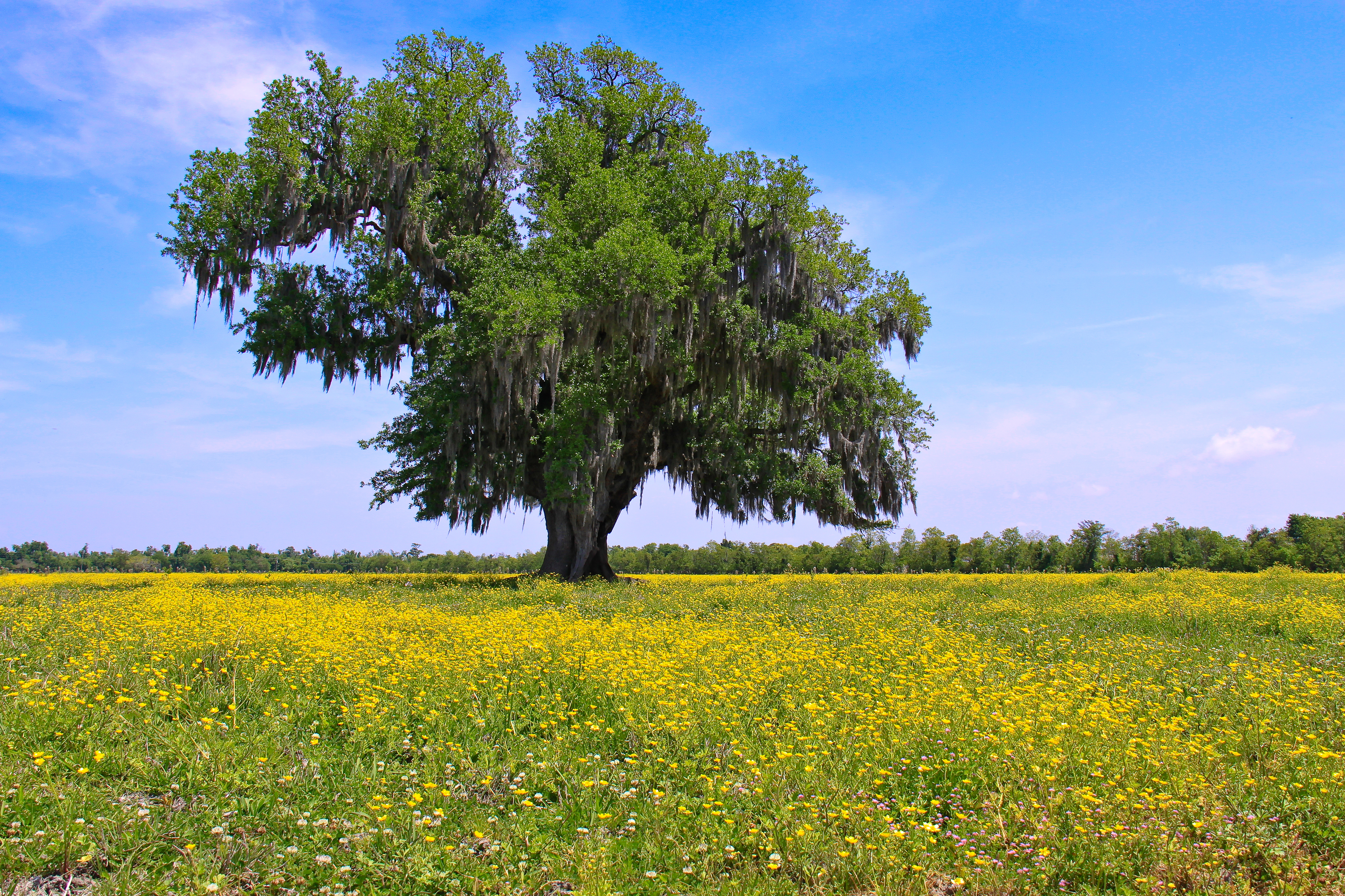
Un campo di fiori nella Parrocchia di San Bernardo

La superficie dell'odierno Stato può essere divisa in due parti; una regione collinare e una regione pianeggiante e alluvionale. Quest'ultima copre un'area di 52000 km² situata lungo il fiume Mississippi, che attraversa lo Stato da nord a sud per un tratto complessivo di 1000 km, sfociando nel golfo del Messico, lungo il Red River, il Ouachita e altri fiumi più piccoli come il Pearl River, il Tensas, il Calcasieu, il Mermentau, il Vermilion, il Têche e l'Amite. La regione collinare si estende nella parte nord e nord-orientale dello Stato, occupa un'area di 65000 km² e raggiunge un'altezza massima di soli 163 metri sul livello del mare; vi si possono trovare boschi e praterie.

### Clima
Il clima è subtropicale umido con estati lunghe e umide e inverni miti e brevi. Le precipitazioni sono frequenti durante tutto l'anno, in particolare nel mese di ottobre mentre l'estate è leggermente più asciutta. Per quanto riguarda le temperature, in estate si hanno valori medi di circa 27-28 °C (32 °C media delle massime e 24 °C media delle minime) anche se si possono raggiungere temperature ben più elevate, superiori ai 40 °C. In inverno invece si hanno 13-14 °C di media vicino al golfo del Messico e 9-10 °C nella parte nord, dove occasionali correnti di aria fredda possono far scendere il termometro al di sotto degli 0 °C con possibilità di precipitazioni a carattere nevoso. Le temperature medie annue si aggirano attorno ai 20-21 °C nella zona prospiciente il golfo del Messico e ai 16-17 °C nelle parti più settentrionali.
Lo Stato è afflitto da un grave problema: quello degli uragani che hanno effetti devastanti anche per la geografia della regione che possiede moltissimi fiumi. Questo favorisce il proliferare di zanzare, contrastato dalla bonifica degli acquitrini che viene eseguita a inizio stagione. La media dell'intero Stato è di più di 60 giorni di tempesta, una media che in tutti gli Stati Uniti viene superata soltanto dalla Florida; anche i tornado sono frequenti (ce ne sono circa 27 di media all'anno).
Qui di seguito vengono riportate le temperature medie e le precipitazioni della città di New Orleans nell'estremo Sud dello Stato e a breve distanza dal golfo del Messico. I dati si riferiscono al periodo 1961-1990.
| Mese                   | Gen | Feb | Mar | Apr | Mag | Giu | Lug | Ago | Set | Ott | Nov | Dic | Anno |
| ---------------------- | --- | --- | --- | --- | --- | --- | --- | --- | --- | --- | --- | --- | ---- |
| Temperatura media (°C) | 12  | 13  | 17  | 21  | 24  | 27  | 28  | 28  | 26  | 22  | 17  | 13  | 21   |
| Piogge (mm)            | 123 | 133 | 121 | 120 | 114 | 146 | 171 | 169 | 145 | 81  | 109 | 132 | 1564 |

## Origini del nome
René-Robert Cavelier, Sieur de La Salle, che reclamò il territorio dove sfociava il Mississippi, chiamò questo Stato La Louisiane (Louisiana) ovvero la Terra di Louis in onore di Luigi XIV di Francia. All'epoca in cui era assoggettato alla Francia, il territorio della Louisiana ricopriva un'area estesa dalla foce del Mississippi fino al Québec canadese; da esso si sono formati, in parte o del tutto, 15 Stati.

## Storia

### La Louisiana all'arrivo dei primi esploratori
La Louisiana era abitata dai nativi americani quando i primi esploratori giunsero nella prima metà del Cinquecento. Alcuni nomi di località sono la traslitterazione di quelli che venivano usati dagli indigeni. Tra le tribù che abitavano la Louisiana troviamo quelle degli Atakapa, Opelusa, Acolapissa, Tangipahoa, Chitimacha nel Sud-est dello Stato, Washa, Chawasha, Yagenechito, Bayougoula, Huma, che facevano parte della nazione di Natchez, poi ancora Tunika e Koroa. La Louisiana centrale e nordoccidentale fu la culla di una considerevole porzione della nazione di Caddo e della confederazione di Natchitoches, composta dai Natchitoches, dagli Yatasi, dai Nakasa, dai Doustioni, dai Quachita e dagli Adai.

### Esplorazione e colonizzazione europea
Il primo esploratore europeo che visitò la Louisiana arrivò nel 1528: fu Pánfilo de Narváez, che guidò una spedizione diretta alla foce del fiume Mississippi. Nel 1541 una spedizione guidata da Hernando de Soto attraversò la regione. In seguito l'interesse della Spagna a inviare esploratori in queste terre si affievolì. Nel tardo XVII secolo degli esploratori francesi, qui giunti per motivi di carattere economico ma anche religioso, stabilirono dei punti d'appoggio sul golfo del Messico e sul fiume Mississippi. Con questo primo insediamento la Francia reclamava il possesso di una vasta regione nordamericana e cominciava a sviluppare una rete di commerci, facilitata dall'ampiezza delle sue colonie, che si estendevano ora dai Caraibi fino al Canada.
L'esploratore francese René Robert Cavelier de La Salle chiamò la regione Louisiana in onore del re di Francia Luigi XIV nel 1682, estendendone la sovranità francese a est fino a metà distanza tra Mobile e Pensacola e al Rio del Norte sud-ovest. Il primo insediamento stabile, Fort Maurepas, venne fondato dall'ufficiale francese Pierre le Moyne d'Iberville nel 1699.
Alla colonia francese della Louisiana appartenevano gli Stati americani su ambedue le rive del Mississippi e i territori del Nord che comprendevano il Canada. I seguenti Stati facevano parte della Louisiana: Louisiana, Mississippi, Arkansas, Oklahoma, Missouri, Kansas, Nebraska, Iowa, Illinois, Indiana, Michigan, Wisconsin, Minnesota, Dakota del Nord, Dakota del Sud.
La prima colonia che venne fondata sul territorio della Louisiana attuale fu quella di Natchitoches (1714), per opera di Louis Juchereau de Saint-Denis. L'insediamento ebbe due scopi: stabilire una rete di commerci con gli spagnoli e impedire l'avanzata degli stessi verso la Louisiana. Natchichotes infatti si trovava sull'estremo fronte settentrionale della Old San Antonio Road, al confine con i possedimenti spagnoli. Di lì a poco quel centro sarebbe diventato un fiorente porto fluviale e nelle campagne circostanti già veniva coltivato in abbondanza il cotone.
La colonizzazione francese favorì numerose spedizioni, che percorrevano le rive del Mississippi e dei suoi maggiori affluenti e arrivavano fino alle regioni a nord come l'Illinois.
All'inizio ci furono varie capitali, ma nel 1722 New Orleans fu eletta capitale della colonia. Da questo momento fino all'acquisto da parte degli Stati Uniti, Francia e Spagna si fronteggeranno senza tregua per il possesso della regione. Intanto giunsero anche molti immigrati tedeschi, che si stabilirono sulle rive del Mississippi, trovando condizioni simili a quelle della costa del mare del Nord e fondando dei centri abitati in una regione che poi venne denominata Côte des Allemands.
La Gran Bretagna si appropriò di quasi tutti i possedimenti francesi a est del Mississippi (corrispondenti agli attuali Stati dell'Illinois, Wisconsin, Michigan e Indiana) con la pace di Parigi (1763), stipulata a conclusione della guerra dei sette anni. Solo l'area di New Orleans e una parte dell'attuale Louisiana con la riva ovest del fiume Mississippi entrarono in possesso della Spagna. Durante il governo spagnolo, molte migliaia di persone di etnia francese fuggirono dalla regione dell'Acadia (Nuova Scozia, Canada) in seguito alla conquista britannica di questi territori e si rifugiarono nella zona sudorientale della Louisiana accolti dagli Spagnoli; ancora oggi questa regione viene chiamata "Acadiana" e gli abitanti sono chiamati Cajun (che è una derivazione di Acadians o Acadiens). Nel 1800 la Louisiana tornò in possesso della Francia grazie a Napoleone Bonaparte, che l'acquistò dalla Spagna con il trattato di San Ildefonso, ma la parte est, già britannica, rimase agli Stati Uniti.

### L'annessione agli Stati Uniti

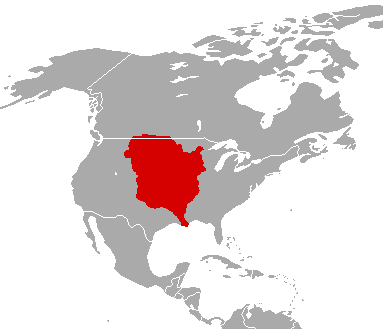
Mappa della Louisiana nel 1800

Quando gli Stati Uniti d'America si liberarono del dominio britannico nel 1783, una delle loro maggiori paure era quella del consolidamento di un potere europeo lungo i suoi confini occidentali; desideravano inoltre avere un accesso senza restrizioni al fiume Mississippi dal golfo del Messico. Non appena gli insediamenti americani si spinsero a ovest, si capì che gli Appalachi costituivano una barriera per il trasporto delle merci verso oriente. La via più facile da seguire per consentire lo sviluppo del commercio prevedeva la costruzione di chiatte e navigare lungo il fiume Mississippi fino al porto di New Orleans, dal quale ci si poteva imbarcare per l'oceano con un vascello. I freni a questo progetto erano rappresentati fino al 1800 dalla Spagna, che possedeva ambedue le sponde del Mississippi di sotto a Natchez, e successivamente, dopo il trattato di San Ildefonso, dalla Francia di Napoleone, che si era sostituita alla Spagna alle foci del grande fiume, creando un centro di potere la cui principale fonte di ricchezza era il commercio dello zucchero con le isole. La situazione francese peggiorò in seguito, per la perdita di Guadalupa e Martinica, che tornarono alla Gran Bretagna, e per la rivolta di Saint-Domingue nel 1790.
Thomas Jefferson, il terzo presidente degli Stati Uniti, non vedeva di buon occhio i piani di Napoleone di ristabilire una colonia francese in Nord America, soprattutto in considerazione del fatto che la Francia possedeva New Orleans, vera porta marittima verso il continente nordamericano, potendo in tal modo mettere in seria crisi l'economia statunitense con la chiusura della navigazione sul Mississippi alla rete commerciale nordamericana. Jefferson autorizzò Robert R. Livingstone a negoziare l'acquisto di New Orleans, di una porzione della riva est del Mississippi e della libera navigazione del fiume per due milioni di dollari.
La situazione divenne critica per gli Stati Uniti quando la Francia decise di chiudere il porto di New Orleans, probabilmente per il contrabbando che veniva praticato dagli statunitensi. Così Jefferson decise di stanziare 10 milioni di dollari per l'acquisto di New Orleans e delle zone circostanti e incaricò Livingstone di portare a termine questa operazione. L'11 aprile del 1803 il ministro francese Talleyrand chiese a Livingstone quanto sarebbe stato disposto a pagare per acquistare la Louisiana (i cui confini andavano ben al di là di quelli dell'attuale Stato omonimo, delimitando un vasto territorio che dal golfo del Messico si estendeva fino alla frontiera canadese, comprendendo tutto l'enorme bacino fluviale del Mississippi). Livingstone era stato incaricato di acquistare soltanto New Orleans e le zone limitrofe, ma, poiché l'approvazione del Presidente avrebbe richiesto troppo tempo, decise autonomamente di accettare l'offerta. Il 30 aprile si giunse così a un accordo: la Francia cedeva i territori della Louisiana, ovvero circa 2 200 000 km², agli Stati Uniti per 60 milioni di franchi (15 milioni di dollari), di cui però soltanto 8 entrarono nelle tasche di Napoleone, poiché la Francia era fortemente indebitata con gli Stati Uniti.
Jefferson aveva stanziato 10 milioni per un porto e invece scoprì di aver ottenuto un territorio che era il doppio degli Stati Uniti per soli 15 milioni e che si estendeva, sia pure con confini indefiniti a ovest del Mississippi fino alle Montagne Rocciose, da una linea intermedia tra New Orleans e il Texas fino al fiume Red e poi su verso nord lungo il 100º meridiano fino alle sorgenti del fiume Arkansas.
Gli oppositori di Jefferson, che appartenevano al Partito Federalista, sostenevano che la Louisiana fosse una terra desertica, priva di valore, e che non si potevano acquistare territori senza l'approvazione del Senato. Ciò che realmente risultava intollerabile per i federalisti era l'ampliamento degli interessi degli Stati del Sud e dell'Ovest nel Congresso, con la perdita di influenza degli Stati della Nuova Inghilterra.
La cerimonia di passaggio fu celebrata a New Orleans il 29 novembre del 1803. L'annessione della Louisiana, da allora conosciuta come Louisiana Purchase, facilitò l'espansione verso l'Ovest e inoltre offrì nuovi posti di lavoro alla popolazione americana. Nel 1804 fu costituita come autonomo "Territorio d'Orleans", esteso dal 1810 anche alla riva destra del delta del fiume Mississippi e il Territorio della Louisiana, finché il 30 aprile 1812 entrò a far parte degli Stati Uniti come diciottesimo Stato dell'Unione. Nel 1860 fu uno degli Stati secessionisti.

## Società

### Evoluzione demografica
Nel 2005 un terzo della popolazione della Louisiana era costituito da neri, confermandosi uno degli Stati con la maggior percentuale di afroamericani.
- Bianchi: 64,77%
  - Ispanici: 2%
- Afroamericani: 33,47%
- Nativi americani: 0,97%
- Asiatici: 1,60%
- Nativi delle Hawaii o delle isole del Pacifico: 0,07%

### Città
Le città più popolose sono: New Orleans, la capitale Baton Rouge, Shreveport e Lafayette, tutte sopra i 100 000 abitanti. Altro grande centro urbano è Metairie, sobborgo di New Orleans. Si nota che tutta la grande area metropolitana di questa città ha subito una netta flessione demografica a seguito dell'uragano Katrina del 2005 con conseguente diminuzione anche della popolazione totale dello Stato.
Da una stima del 2018 queste sono le prime dieci città per numero di abitanti:
1. New Orleans, 391 006
2. Baton Rouge, 225 374
3. Shreveport, 188 978
4. Metairie, 138 481
5. Lafayette, 126 143
6. Lake Charles, 78 001
7. Bossier City, 68 235
8. Kenner, 66 657
9. Monroe, 47 877
10. Alexandria, 46 776

### Religioni
In Louisiana, come nel resto degli Stati Uniti, le uniche statistiche religiose disponibili sono quelle elaborate dalle varie Chiese in base al numero dei fedeli. Le percentuali riportate qui di seguito si intendono pertanto sul totale dei credenti dichiaratisi tali o registrati come tali dalle Chiese di appartenenza, non sul totale della popolazione dello Stato.
- Cristiani: 90%
  - Protestanti: 60%
    - Evangelici protestanti 11%[5]
    - Chiese nere protestanti: 20%[5]

  - Cattolici: 28%[5]
  - Altri cristiani: 2%
    - Testimoni di Geova: 1%[5]
- Altre religioni: 2%
  - Islamici: 1%[5]
  - Buddisti:0,5%[5]
  - Ebrei: meno del 0,5%[5]
- Non religiosi: 8%

## Economia
Nonostante le ricchezze minerarie e agricole il prodotto interno lordo era, nel 2005, di soli 168 miliardi di dollari, collocandosi lo Stato al ventiquattresimo posto negli Stati Uniti; per quanto riguarda il reddito pro capite la situazione era, all'epoca (dati 2005), molto peggiore, facendo scivolare la Louisiana al quarantaduesimo posto, con 30 952 dollari. Nel 2014 è tra gli Stati con minor disoccupazione tanto da iniziare ad attrarre numerosi turisti oltre che americani stessi. I principali prodotti agricoli d'esportazione sono il cotone, le patate dolci, la soia e il riso. Numerose le industrie: del legno, chimiche, petrolifere, metalmeccaniche, alimentari. Le risorse del sottosuolo sono imponenti (gas naturale, petrolio, zolfo). Rilevante è la pesca (crostacei, ostriche).

## Cultura

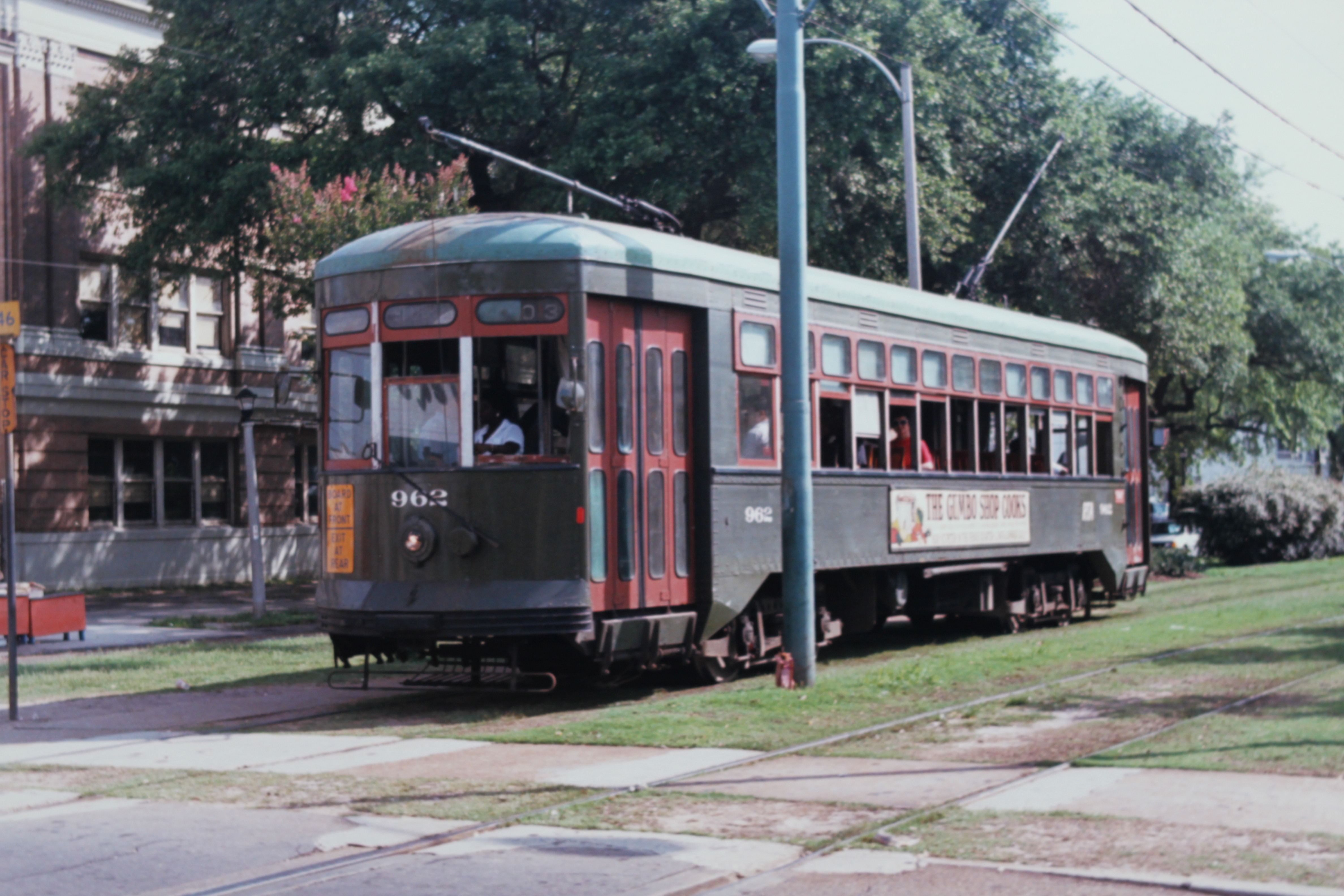
Tipico tram di New Orleans

La Louisiana è la patria di culture variegatissime; in particolare si distinguono per le usanze i creoli e i francesi che parlano il cajun.
Gli antenati dei creoli, nati dall'incrocio fra bianchi e neri, vennero in Louisiana prima del suo acquisto da parte degli Stati Uniti dall'Europa occidentale e dal golfo di Guinea. La cultura e lo stile di vita dei creoli hanno continuato a dominare nella Louisiana meridionale per tutto il XIX secolo e per buona parte del XX secolo, poi anche in quella zona si sono imposti lo stile di vita e la cultura anglo-americana.
Gli antenati dei cajun erano invece dei coloni francesi residenti nel Canada atlantico i quali, dopo la vittoria inglese nella guerra dei sette anni, si trasferirono dalle province del Nuovo Brunswick e della Nuova Scozia verso la Louisiana e, precisamente si stabilirono nella regione intorno a Lafayette e Houma. Coloro che non riuscivano a fuggire, infatti venivano rinchiusi nei campi di internamento britannici.
Un terzo elemento di distinzione della cultura della Louisiana è la presenza di un gruppo chiamato Isleños, discendenti delle Isole Canarie, che, emigrarono sotto la corona di Spagna intorno al 1770. Si stabilirono nella zona della Parrocchia di Saint Bernard, non lontano da New Orleans, dove sono presenti tuttora.
Grande importanza rivestono al giorno d'oggi due gruppi etnici di origine europea: i tedeschi, emigrati in Louisiana nella prima metà dell'Ottocento, e stabilitisi in molte parrocchie del paese, e, gli italiani, insediatisi soprattutto, fin dagli ultimi due decenni del XIX secolo, nella città di New Orleans e zone limitrofe. Di una certa consistenza, a partire dagli anni settanta del Novecento, è stata, ed è, l'immigrazione latinoamericana proveniente soprattutto dal Messico.

## Sistema giudiziario e criminalità
Il ramo giudiziario in Louisiana è costituito da un sistema di corti che interpretano e applicano il diritto civile e il diritto penale. La Corte Suprema della Louisiana è la più alta Corte dello Stato. Ci sono anche 5 tribunali d'appello, 43 tribunali distrettuali, 5 tribunali della famiglia o dei minorenni, 48 tribunali comunali e 3 tribunali parrocchiali.
Secondo le statistiche dell'FBI, le dieci città più pericolose della Louisiana nel 2020 sono:
1. Hammond
2. Opelusas
3. Alessandria
4. Marxville
5. Bastrop
6. Crowley
7. Monroe
8. Walker
9. West Monroe
10. Lisville

## Leggi e governo
Nel 1849, la capitale dello Stato fu spostata da New Orleans a Baton Rouge. L'attuale 57º governatore della Louisiana è Jeff Landry (repubblicano) dall'8 gennaio 2024. La struttura politica e legale della Louisiana ha mantenuto alcuni elementi del tempo della colonizzazione francese. Il primo elemento è l'uso del termine parish al posto di county (contea) per la suddivisione amministrativa. Il secondo è il sistema legale che, sulla scia di quello francese e spagnolo, è di "civil law": ciò rende la Louisiana, insieme con il Québec, l'unico ordinamento giuridico anglosassone non di common law. La differenza fondamentale fra le due tipologie di sistemi sta nel valore attribuito al diritto giurisprudenziale, cioè al precedente giudiziario, che nel common law è la fonte principe del diritto, e invece, nel civil law, ha mera valenza di orientamento, ma non occupa alcuno spazio, almeno formalmente, nella gerarchia delle fonti, dove predominano quelle di produzione legislativa. Con leggi fortemente proibizioniste e un limitato ricorso alla libertà condizionale, la Louisiana ha una persona in carcere ogni 86 abitanti, il che la rende lo Stato con il più alto tasso d'incarcerazione degli Stati Uniti, e dunque del mondo.

## Sport
Le franchigie della Louisiana che partecipano al Big Four (le quattro grandi leghe sportive professionistiche americane) sono:
- New Orleans Saints, NFL
- New Orleans Pelicans, NBA
- New Orleans Breakers, USFL

## La Louisiana nella cultura di massa
- La serie televisiva NCIS: New Orleans (come si evince dal titolo), è interamente ambientata e girata a New Orleans.
- I Litfiba hanno intitolato l'omonimo pezzo di Litfiba 3 sulla pena di morte.
- La serie televisiva True Blood si svolge quasi interamente in Louisiana, in particolare a Shreveport e nella cittadina fittizia di Bon Temps.
- La prima stagione della serie televisiva True Detective si svolge interamente in Louisiana.
- La serie televisiva The Originals è ambientata a New Orleans.
- Il videogioco Resident Evil 7: Biohazard si svolge in Louisiana.
- Il film Il giorno sbagliato è ambientato a New Orleans.
- Il videogioco Mafia III è ambientato in Louisiana nella città fittizia di New Bordeaux, ispirata a quella reale di New Orleans.
- Il videogioco Red Dead Redemption 2 si svolge in Louisiana, nella controparte fittizia di New Orleans, e nelle piantagioni.
- La terza stagione della serie TV American Horror Story è ambientata a New Orleans.
- Il ciclo di romanzi delle Streghe Mayfair, come anche parte della storia del ciclo Cronache dei Vampiri, della scrittrice Anne Rice, sono ambientati a New Orleans.